# Visseiche
Visseiche é uma comuna francesa na região administrativa da Bretanha, no departamento Ille-et-Vilaine. Estende-se por uma área de 16,02 km². Em 2010 a comuna tinha 847 habitantes (densidade: 52,9 hab./km²).